# Taschenbuch für Cactusliebhaber
Taschenbuch für Cactusliebhaber (abreviado Taschenb. Cactuslieb.) es un libro con ilustraciones y descripciones botánicas que fue escrito por; Ludwig Mittler y publicado en Leipzig en 2 volúmenes en los años 1841 - 1844 con el nombre de Taschenbuch für Cactusliebhaber : auf neue Erfahrungen gestüsste Kultur und Uebersicht der im teutschen Handel vorkommenden Cactuspflanzen.